# Pierre-Gilles de Gennes
Pierre-Gilles de Gennes (24.10.1932 tại Paris – 18.5.2007 tại Orsay ) là nhà vật lý người Pháp đã đoạt giải Nobel Vật lý năm 1991 cho các công trình nghiên cứu của ông về Tinh thể lỏng và polyme.

## Cuộc đời và Sự nghiệp
Ông sinh tại Paris, Pháp. Cha ông là một y sĩ còn mẹ ông là y tá. Ông mồ côi cha khi 9 tuổi, sống thời niên thiếu ở Barcelonnette thuộc Alpes-de-Haute-Provence để chữa trị bệnh phổi. Mẹ ông dạy ông học ở nhà cho tới khi lên 11 tuổi
Ông vào học ở lycée Saint-Louis ở Paris nơi ông theo học lớp dự bị để thi vào các trường lớn. Ở lớp này, ngoài Toán học, Vật lý học, người ta cũng dạy Sinh học. Năm 1951, ông vào học trường École normale supérieure, nơi ông gặp 3 nhà vật lý học nổi tiếng: Yves Rocard, Alfred Kastler và Pierre Aigrain. Năm 1953, ông học lớp mùa hè ở École de physique des Houches.
Sau khi tốt nghiệp năm 1955, ông làm kỹ sư nghiên cứu ở Saclay center của Hội đồng năng lượng nguyên tử Pháp, nghiên cứu chủ yếu về việc tán xạ neutron và từ tính, dưới sự cố vấn của A. Abragam và J. Friedel. Ông đậu bằng tiến sĩ vật lý năm 1957 với bản luận án mang tên «Contribution à l'étude de la diffusion magnétique des neutrons».
Năm 1959, ông làm nghiên cứu sinh sau tiến sĩ dưới sự hướng dẫn của giáo sư Charles Kittel ở Đại học California tại Berkeley, rồi phục vụ 27 tháng trong Hải quân Pháp. Năm 1961, ông làm giáo sư phụ tá ở Trường Đại học Paris XI và sớm bắt đầu lập nhóm nghiên cứu về chất siêu dẫn. Năm 1968, ông chuyển sang nghiên cứu các tinh thể lỏng.
Năm 1971, ông trở thành giáo sư ở Collège de France và tham gia STRASACOL (một hoạt động chung của Strasbourg, Saclay và Collège de France) về vật lý polyme. Từ năm 1980 trở đi, ông quan tâm tới các vấn đề mặt phân giới (interface): động lực học của sự thấm ướt (wetting) và dính kết (adhesion).
Năm 1976, ông làm giám đốc Trường cao học Vật lý và Hóa học công nghiệp thành phố Paris (École supérieure de physique et de chimie industrielles de la ville de Paris, nay là ESPCI ParisTech) kế vị Georges Champetier, cho tới khi nghỉ hưu năm 2002.

## Giải thưởng và Vinh dự
- Giải Louis Ancel của Hội Vật lý Pháp (1959)
- Giải Holweck (1968)
- Giải Ampère (1977) của Viện hàn lâm khoa học Pháp
- Viện sĩ Viện hàn lâm khoa học Pháp (1979)
- Huy chương vàng của Trung tâm nghiên cứu Khoa học quốc gia Pháp (1980)
- Hội viên nước ngoài Hội hoàng gia Luân Đôn (1984)
- Huy chương Matteucci (1987)
- Giải Harvey (1988)
- Huy chương Lorentz (1990)
- Giải Nobel Vật lý (1991)
- Giải Wolf Vật lý (1991)
- Giải Roberval (2007) (cho quyển Gouttes, bulles, perles et ondes viết chung với David Quéré và Françoise Brochard-Wyart)

## Xuất bản phẩm
- Superconductivity of Metals and Alloys, Benjamin 1964 ISBN 0738201014
- The Physics of Liquid Crystals, Oxford University Press, 1974 (ấn bản 1) 1976 (2×10{{{1}}} édition) ISBN 0198517858
- Scaling Concepts in Polymer Physics, Cornell University Press, 1979 (ấn bản 1) 1985 (2×10{{{1}}} édition) ISBN 080141203X
- Simple Views on Condensed Matter, World Scientific Publishing Co, 1992 (ấn bản 1) 1998 (version réactualisée) ISBN 9812382828
- Les Objets fragiles, Plon, 1994 ISBN 2259003117
- Soft Interfaces: The 1994 Dirac Memorial Lecture, Cambridge University Press, 1997 ISBN 0521564174
- Pierre-Gilles de Gennes, Françoise Brochard-Wyart, David Quéré, Gouttes, bulles, perles et ondes
- Petit Point, Le Pommier, 2002 ISBN 2746501112
- Du laser à la fermeture éclair. Mythes et réalités de l'invention scientifique, 1995, CD audio, Ed. Le Livre Qui Parle, 2005 ISBN 3354624009114 calling template requires template_name parameter (Conférence au Collège de France) (video)